# Етикет кримських татар

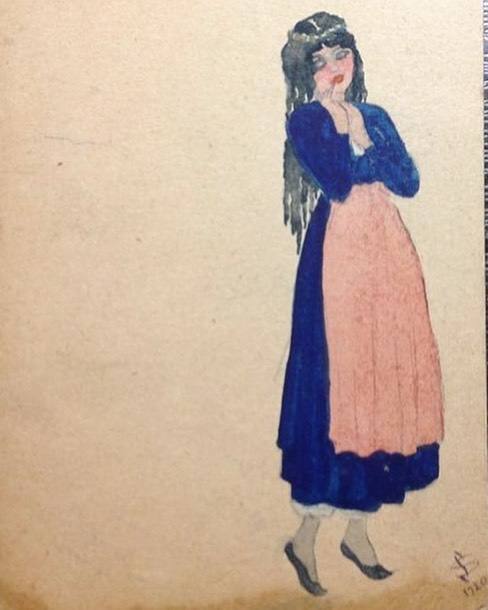
Кримська татарка. Картина французького художника, 1920 рік

Етикет кримських татар — норми і правила поведінки, принципи моралі і моральності кримських татар. Протягом століть у кримських татар, одночасно з їх етногенезом у Криму, під впливом Ісламу формувалася особлива система норм поведінки. В народному етикеті важливе відображення знайшла педагогічна культура кримських татар, якій властива повага до старших, стриманість у прояві почуттів та інше. У роки депортації стали зникати з ужитку традиції, що зберігалися століттями, зараз, після повернення народу, вони поступово відновлюються.

## Гостинність
Ходити один до одного в гості — давня традиція кримськотатарського народу. З настанням вечора в кожному селі можна було спостерігати повільний рух ліхтарів — селяни, висвітлюючи ліхтарем (крим. фене́р) дорогу, йшли в гості. Це був найбільш виконуваний звичай: його дотримання було одним із засобів заслужити повагу оточення.
Якщо родичі досить довго не приходять, їх дружньо докоряють в цьому: "Не олды я, келмей къалдынъыз?" («Що трапилося, чому не приходите?»). "Ёкъсам бир шейге джанынъыз агъырдымы?" («Чи ми вас чимось образили?»). Людину, що не проявила гостинність, засуджують як нелюдиму (крим. суву́къ ада́м) або як скупця (крим. къытмырны́нъ бири́).
У кримських татар не заведено ходити в гості з порожніми руками, що закріплено в вираженні: "Мусафирликке къол саллап бармайлар" (дослівно: «У гості, розмахуючи руками, не ходять»), у степовиків щодо цього є міцніший вислів: "Алейкым селям, хош кельдынъ, къолынъ мырнынъа тыгъып, бош кельдынъ".
Ритуал прийняття гостей у кримських татар досить простий. Перш за все це слова вітання, обіймання, братський поцілунок або рукостискання, прояв привітності. Якщо в будинок прийшов гість похилого віку, діти господарів цілують йому руку — це етикетний прояв шанобливості до старшого за віком гостя. Цілувати руку можуть не тільки діти, а й господарі, якщо гість значно старший за них. Може бути також і навпаки: руку господаря або господині цілує гість, який за віком набагато молодший за них.

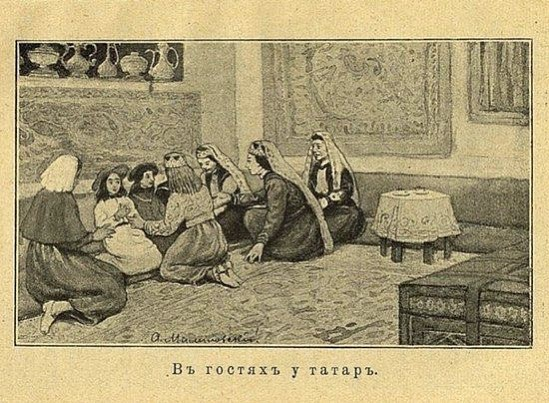
Дореволюційна російська листівка «Въ гостяхъ у татаръ»

У недавньому минулому кімната, де приймали гостей, вистилалася килимами (крим. килимлер, макъатлар, халы), спеціальними матрацами для сидіння (крим. миндерлер), на них — подушки. Посередині ставилося низький столик (крим. къона), накритий скатертиною. По краях стін встановлювалися «сети» — спеціальні сидіння, вистелені матрацами або ватяними ковдрами (див. ілюстрацію).